# You & Me (canción de Jennie)
«You & Me» es el segundo sencillo como solista de la cantante surcoreana y miembro de Blackpink, Jennie, publicado el 6 de octubre de 2023 por YG Entertainment e Interscope Records, como sencillo especial después de interpretarse en vivo durante la gira Born Pink World Tour (2022-2023). La canción fue escrita por Teddy Park, Vince y producida por este junto a 24.
"You & Me" fue un éxito comercial y alcanzó el puesto número siete en el Billboard Global 200 y el número uno en el Global Excl. Estados Unidos, convirtiéndose en el primer éxito número uno de Jennie en esta última lista. En Corea del Sur, la canción encabezó la lista de canciones de Corea del Sur ' Billboard y alcanzó el puesto número cuatro en la lista Circle Digital. Encabezó las listas en Hong Kong, Malasia, Singapur, Taiwán y Vietnam y alcanzó el top diez en Indonesia y Filipinas. En el Reino Unido, la canción entró en el top 40 de la lista UK Singles Chart y fue la primera canción de una solista coreana en encabezar la lista UK Singles Downloads Chart.